# 일리제우
일리제우 페레이라 두스 산투스(Eliseu Pereira dos Santos, 1983년 10월 1일 ~ )는 포르투갈의 전 축구 선수이다. CF 벨레넨스스에서 프로 선수 생활을 시작했으며, 스페인, 이탈리아 등 해외 무대에서도 활약한 경험이 있다.

## 수상
라치오
- 수페르코파 이탈리아나: 2009

벤피카
- 프리메이라리가: 2014–15,[1] 2015–16
- 타사 다 리가: 2014–15, 2015–16
- 수페르타사 칸디두 드 올리베이라: 2014